# 袁公
袁公，又称白猿公，是中国古代神话传说中的人物，最早见于东汉赵晔《吴越春秋》所记载的春秋末期传说。其形象历经演变，从最初与越女比剑的白猿老者，发展为明代《平妖传》中掌管天书的白猿仙官，并在现代动画《天书奇谭》中成为向蛋生传授天书奥秘的神秘老者。

## 历史记载与传说起源

### 早期文献记载
袁公最早的形象可追溯至东汉赵晔《吴越春秋·勾践阴谋外传》中的记载。春秋末期，越王勾践为复仇雪耻，向相国范蠡求教兵术。范蠡推荐南林处女（即后世所称"越女"）精通剑术，可聘为军中教习。
处女北上途中，于林中遇一自称"袁公"的老者。袁公折林竹为剑，欲试处女剑术。竹枝堕地，处女接其末，袁公执其根，二人比试剑法。三招过后，袁公不敌，"忽飞上树，化为白猿，长啸一声而去"。

### 文献发展脉络
| 时代 | 文献           | 记载内容                   | 特点                       |
| ---- | -------------- | -------------------------- | -------------------------- |
| 东汉 | 《吴越春秋》   | 最早完整记载袁公与越女比剑 | 白猿试剑，越女胜出         |
| 唐代 | 《文选》李善注 | 引用《吴越春秋》内容       | 补叙"三入"、"举枝击之"细节 |
| 宋代 | 《太平广记》   | 收入"補江總白猿傳"条目     | 文字简洁，情节更趋神异     |
| 明代 | 《东周列国志》 | 小说演绎                   | 增写"百人攒戟试越女"场面   |

## 形象演变与文化符号

### 唐宋诗词中的意象
袁公（白猿公）在唐宋时期已成为剑术高超的象征符号，频繁出现在文人诗词中：
- 李白《结客少年场行》："少年学剑术，凌轹白猿公"
- 杜牧《题永崇西平王宅太尉愬院六韵》："授符黄石老，学剑白猿翁"

这些文学作品将袁公塑造为剑术精湛、神秘莫测的得道高人形象，使其成为中华剑术文化的重要符号。

### 明代小说定型
明代罗贯中《三遂平妖传》由冯梦龙增补为四十回本《新平妖传》，对袁公形象进行了重大发展：
身份设定：
- 原身：通臂白猿，修炼成精
- 师承：拜九天玄女（即越女真身）为师
- 职位：在天庭修文院掌"如意宝册"（108般天罡地煞变化术）

主要事迹：
1. 私刻天书：将天书内容偷偷刻于云梦山白云洞石壁
2. 泄露天机：因私自传授天术触犯天条
3. 被罚守洞：被贬至凡间，永世看守石壁天书
4. 引发妖乱：人间"蛋子和尚"盗书修炼，与狐妖圣姑姑等引发北宋王则起义
5. 将功折罪：请九天玄女下凡平乱，后受封"白云洞君"

## 现代文化演绎

### 动画《天书奇谭》形象
1983年上海美术电影制片厂制作的动画片《天书奇谭》对袁公形象进行了现代诠释：
角色设定：
- 身份：天庭"秘书阁"的执事人员，白猿仙官
- 外貌：长须白眉的老者形象，具有猿猴特征
- 性格：正直善良，富有同情心，带有普罗米修斯式的叛逆精神

故事情节：
- 盗天书：因同情人间疾苦，私自盗取天书《如意宝册》刻于石壁
- 传天书：找到蛋生（蛋子和尚的艺术形象），传授天书奥秘
- 结局：自知难逃天庭法网，焚毁天书后被押回天庭受审